# William Farnum
Pour les articles homonymes, voir Farnum.
William Farnum est un acteur américain né le 4 juillet 1876 à Boston (Massachusetts), mort le 5 juin 1953 à Hollywood (Californie).

## Biographie
Né à Boston, dans le Massachusetts, exactement cent ans après la Déclaration d'indépendance des États-Unis, fils des acteurs G.D. Farnum et Adela LeGros qui l'amenèrent, en compagnie de ses frères Dustin et Marshall, dans le monde du spectacle, William Farnum fit ses débuts sur scène à l'âge de 10 ans, dans une production théâtrale, Julius Caesar aux côtés d'Edwin Booth. Il joua pour la première fois sur une scène new-yorkaise en 1896. Son premier grand succès viendra avec le rôle-titre de Ben-Hur (en) qu'il tiendra un peu partout sur des scènes américaines durant cinq ans. De 1915 à 1925, il se consacra exclusivement au cinéma, devenant l'une des stars de la Warner Bros les mieux payées de l'époque. En 1924, il fut sérieusement blessé lors du tournage de The Man Who Fights Alone, blessures qui le contraindront à n'accepter que des petits rôles et ce, jusqu'à la fin du muet. Il retourna au théâtre en 1925 pour jouer Sir Ralph Morgan dans The Buccaneer. L'année suivante, il est Jules César dans la pièce éponyme puis Banquo dans MacBeth à Broadway deux ans plus tard.

## Filmographie
- 1913 : Why I Am Here

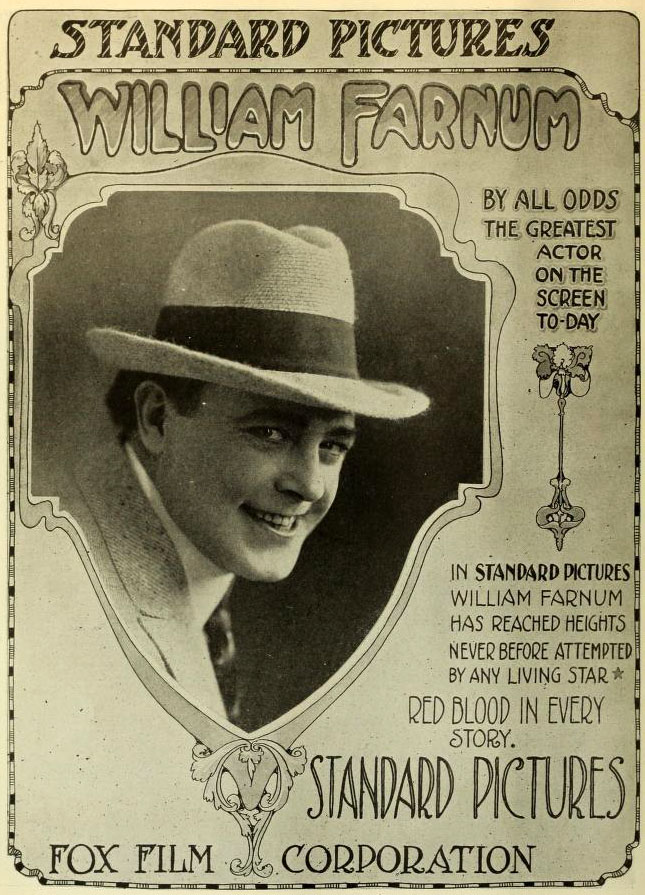
Farnum en 1917

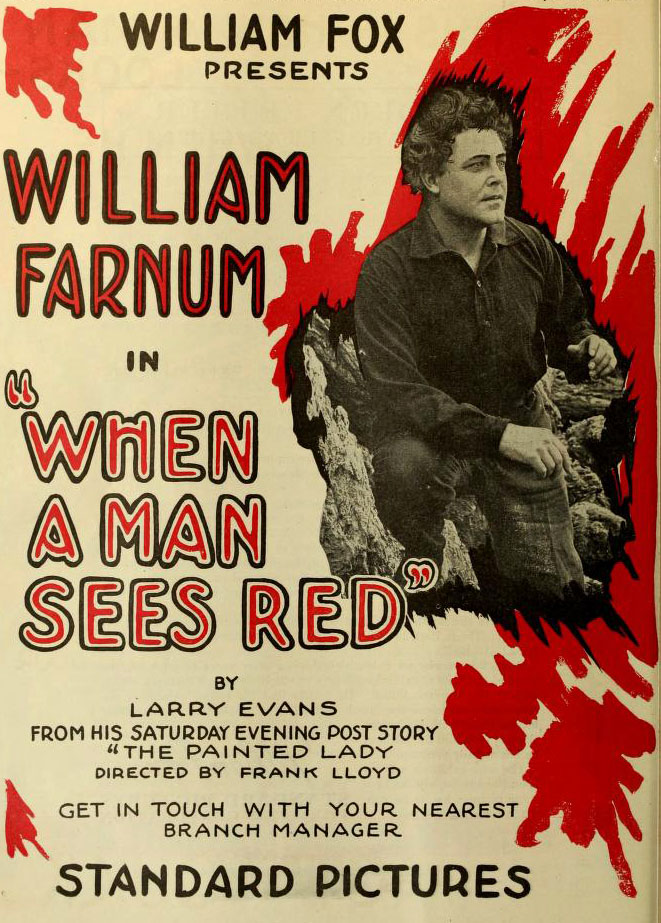
When a Man Sees Red (1917)

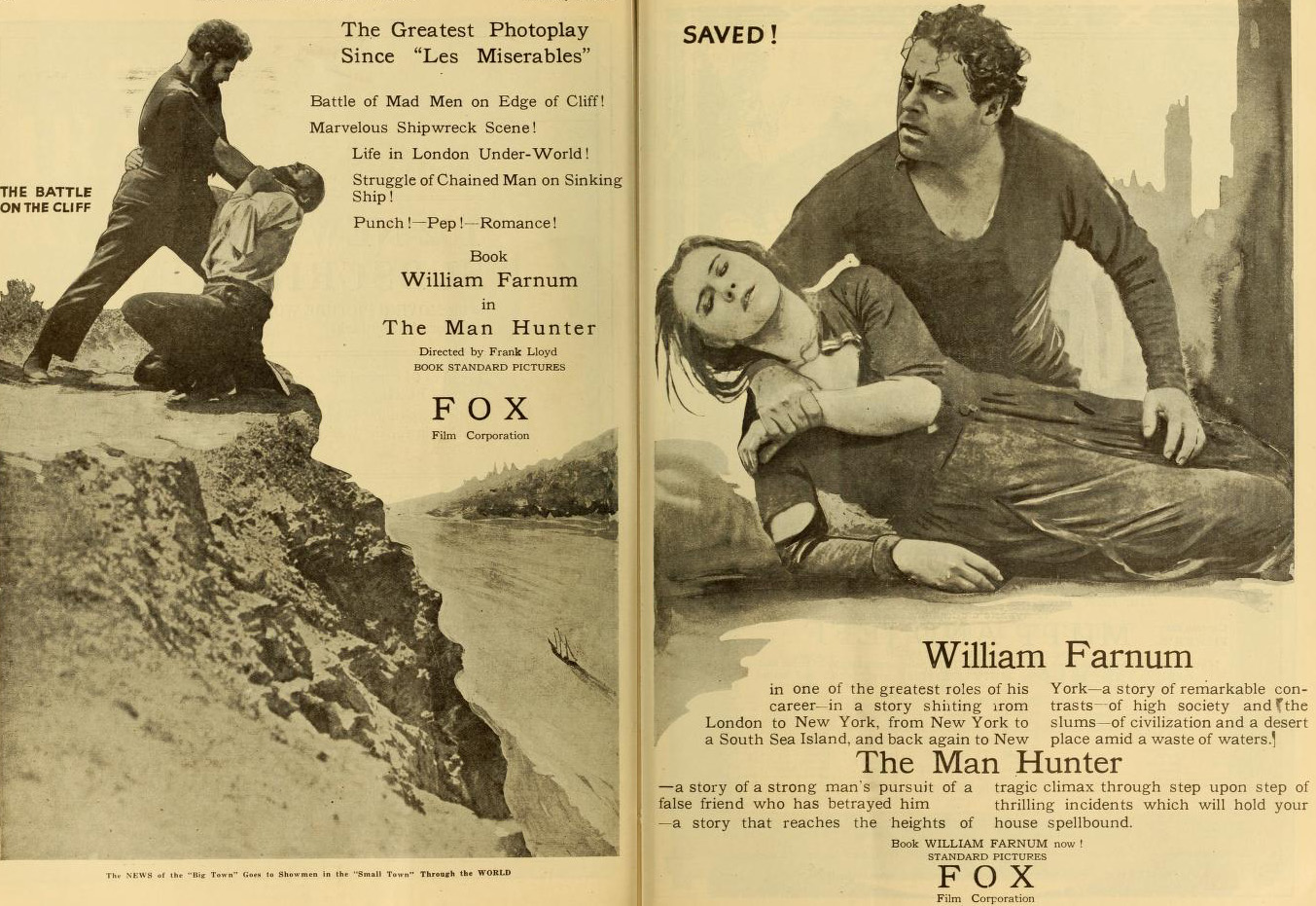
The Man Hunter (1919)

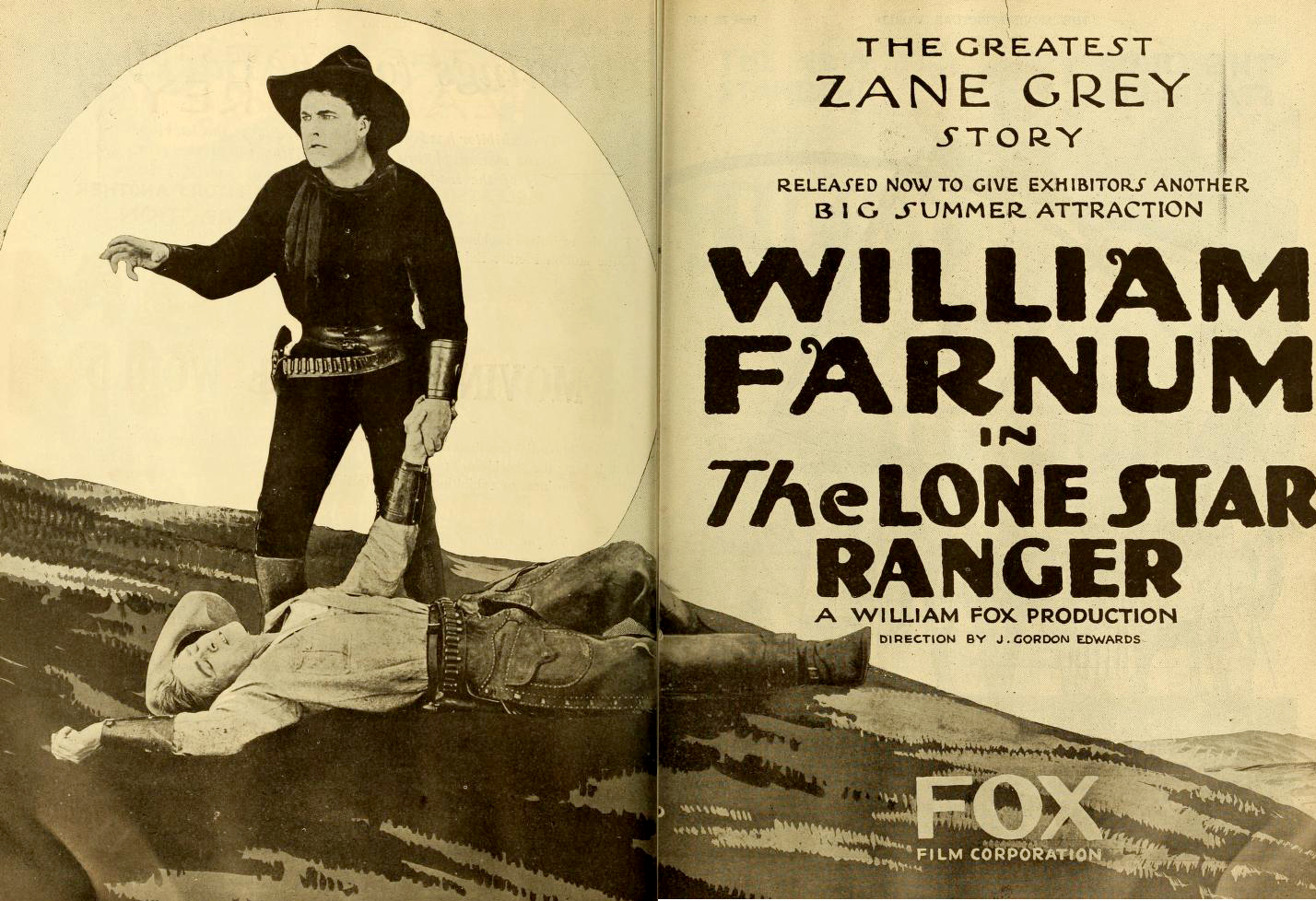
Publicité (1919)

- 1914 : The Redemption of David Corson, de Frederick A. Thomson : David Corson
- 1914 : The Spoilers, de Colin Campbell : Roy Glenister
- 1914 : The Sign of the Cross (en) de Frederick A. Thomson : Marcus Superbus
- 1915 : Samson (en) d'Edgar Lewis : Maurice Brachard
- 1915 : A Gilded Fool (en) d'Edgar Lewis : Chauncey Short
- 1915 : The Nigger : Philip Morrow
- 1915 : The Plunderer (en) d'Edgar Lewis : Bill Matthews
- 1915 : A Wonderful Adventure de Frederick A. Thomson : Martin Stanley / Wilton Demarest
- 1915 : The Broken Law d'Oscar Apfel : Daniel Esmond, plus tard connu comme Lavengro
- 1915 : A Soldier's Oath (en) : Pierre Duval
- 1916 : Fighting Blood : Lem Hardy
- 1916 : The Bondman (en) d'Edgar Lewis : Stephen Orry / Jason Orry
- 1916 : A Man of Sorrow (en) de Oscar Apfel
- 1916 : The Battle of Hearts (en) d' Oscar Apfel : Martin Cane
- 1916 : The Man from Bitter Roots, d'Oscar Apfel : Bruce Burt
- 1916 : The End of the Trail (en) d'Oscar C. Apfel : Jules Le Clerq
- 1916 : The Fires of Conscience d'Oscar C. Apfel : George Baxter
- 1917 : The Price of Silence de Frank Lloyd : Sénateur Frank Deering
- 1917 : Un drame d'amour sous la Révolution (A Tale of Two Cities) de Frank Lloyd : Charles Darnay / Sydney Carton
- 1917 : Volonté (American Methods) de Frank Lloyd : William Armstrong
- 1917 : The Conqueror, de Raoul Walsh : Sam Houston
- 1917 : La Femme fardée (When a Man Sees Red) de Frank Lloyd : Larry Smith
- 1917 : Les Misérables, de Frank Lloyd : Jean Valjean
- 1917 : The Heart of a Lion (The Heart of a Lion), de Frank Lloyd : Barney Kemper
- 1918 : William Farnum in a Liberty Loan Appeal (it), de Frank Lloyd
- 1918 : Rough and Ready (en) de Richard Stanton : Bill Stratton
- 1918 : True Blue, de Frank Lloyd : Bob McKeever
- 1918 : Riders of the Purple Sage de Frank Lloyd : Lassiter
- 1918 : The Rainbow Trail : Lassiter / Shefford
- 1918 : For Freedom de Frank Lloyd : Robert Wayne
- 1919 : Après le typhon (The Man Hunter) : George Arnold
- 1919 : The Jungle Trail (it) de George V. Hobart : Robert Morgan
- 1919 : The Lone Star Ranger de J. Gordon Edwards : Steele
- 1919 : Wolves of the Night (en) de J. Gordon Edwards : Bruce Andrews
- 1919 : The Last of the Duanes (en) de J. Gordon Edwards : Buck Duane
- 1919 : Wings of the Morning (en) de J. Gordon Edwards : Capt. Robert Anstruther
- 1920 : Heart Strings (en) de J. Gordon Edwards : Pierre Fournel
- 1920 : The Adventurer de J. Gordon Edwards : Don Caesar de Bazan
- 1920 : The Orphan : L'orphelin
- 1920 : Le Triomphe de l'entêté (The Joyous Troublemaker) de J. Gordon Edwards : William Steele
- 1920 : If I Were King, de J. Gordon Edwards : François Villon
- 1920 : Drag Harlan (en) de J. Gordon Edwards : Drag Harlan
- 1920 : Sabordeurs (en) (The Scuttlers) de J. Gordon Edwards : Jim Landers
- 1921 : His Greatest Sacrifice (en)de J. Gordon Edwards : Richard Hall
- 1921 : Perjury (en) de Georg Jacoby : Robert Moore
- 1922 : A Stage Romance (en) de Herbert Brenon : Kean
- 1922 : Shackles of Gold (en) d'Herbert Brenon : John Gibbs
- 1922 : Moonshine Valley (en) d'Herbert Brenon : Ned Connors
- 1922 : Without Compromise : Dick Leighton
- 1923 : Brass Commandments de Lynn Reynolds : Stephen « Flash » Lanning
- 1923 : The Gunfighter de Lynn Reynolds : Billy Buell
- 1924 : The Man Who Fights Alone (en) de Wallace Worsley : John Marble
- 1928 : Tropical Nights (en) d'Elmer Clifton
- 1930 : Les Amours d'une courtisane (Du Barry, Woman of Passion) de Sam Taylor : Louis XV
- 1931 : Le Désert rouge (The Painted Desert), d'Howard Higgin : Bill « Cash » Holbrook
- 1931 : Ten Nights in a Barroom (it) de Gilbert M. Anderson : Joe Morgan
- 1931 : Le Fils de l'oncle Sam chez nos aïeux (A Connecticut Yankee), de David Butler : Roi Arthur
- 1931 : Oh! Oh! Cleopatra de Joseph Santley
- 1931 : The Pagan Lady (en) de John Francis Dillon : Malcolm « Mal » Todd
- 1931 : La Loi de la mer (Law of the Sea) d'Otto Brower, William Farnum et Priscilla Dean : Captain Len Andrews
- 1931 : The Wide Open Spaces d'Arthur Rosson
- 1932 : The Drifter de William A. O'Connor : Le vagabond
- 1932 : Robinson moderne (Mr. Robinson Crusoe) : William Belmont
- 1932 : Flaming Guns (en) d'Arthur Rosson : Henry Ramsey
- 1933 : Stolen by Gypsies or Beer and Bicycles d'Albert Ray : Squire Beamish
- 1933 : Reckless Decision de John W. Noble  : Rev. John MacDougall
- 1933 : Supernatural de Victor Halperin : Nick « Nicky » Hammond
- 1933 : Fighting with Kit Carson de Colbert Clark et Armand Schaefer : Elliott [Ch. 1]
- 1933 : Another Language d'Edward H. Griffith : C. Forrester, professeur de sculpture
- 1933 : Marriage on Approval (en) d'Howard Higgin : Rev. John MacDougall
- 1934 : Good Dame (en) de Marion Gering : Juge Flynn
- 1934 : Aventure d'une évadée (School for Girls) : Charles Waltham
- 1934 : Sommes-nous civilisés ? (en) (Are We Civilized?) : Paul Franklin, Sr.
- 1934 : Le Comte de Monte-Cristo (The Count of Monte Cristo), de Rowland V. Lee : Capitaine Leclere
- 1934 : Pirates modernes (en) (Happy Landing) de Robert N. Bradbury : Colonel Curtis
- 1934 : La Lettre écarlate (The Scarlet Letter) : Gouverneur Bellingham
- 1934 : Cléopâtre, de Cecil B. DeMille : Lepidus
- 1934 : The Brand of Hate (en) de Lewis D. Collins : Joe Larkins
- 1934 : La flèche d'argent (en) (The Silver Streak) : Barney J. Dexter
- 1935 : Million Dollar Haul (en) d'Albert Herman : Mr. Mallory, père de Sheila
- 1935 : Les Croisades (The Crusades), de Cecil B. DeMille : Hugo, Duc de Bourgogne
- 1935 : Powdersmoke Range (en) de Wallace Fox : Banquier Sam Oreham
- 1935 : The Eagle's Brood (en) de Howard Bretherton : El Toro
- 1935 : Between Men (en) de Robert N. Bradbury : John Wellington / Rand
- 1936 : The Irish Gringo (en) de William C. Thompson : Pop Wiley
- 1936 : Les Vengeurs de Buffalo Bill (en) (Custer's Last Stand) d'Elmer Clifton : James Fitzpatrick
- 1936 : The Kid Ranger (en) de Robert N. Bradbury : Bill Mason
- 1936 : The Amazing Exploits of the Clutching Hand (en) d'Albert Herman : Insp. Gordon Gaunt
- 1936 : The Fighting Coward (en) de Dan Milner : Jim Horton
- 1936 : Undersea Kingdom (en) de B. Reeves Eason et Joseph Kane : Sharad
- 1936 : Zorro l'indomptable (The Vigilantes Are Coming) : Père José
- 1937 : Le Démon sur la ville (Maid of Salem), de Frank Lloyd : Juge Sewall de la Couronne
- 1937 : Git Along, Little Dogies (en) de Joseph Kane : Maxwell
- 1937 : Public Cowboy No. 1 (en) de Joseph Kane : Shérif Matt Doniphon
- 1938 : Les Justiciers du Far-West (The Lone Ranger) de William Witney et John English: Père McKim
- 1938 : The Secret of Treasure Island (en)d'Elmer Clifton : George Brennan Westmore (éditeur)
- 1938 : Le Roi des gueux (If I Were King), de Frank Lloyd : Général Barbezier
- 1938 : Santa Fe Stampede de George Sherman : Dave Carson
- 1938 : Shine On, Harvest Moon (en), de Joseph Kane : Milt Brower
- 1939 : Mexicali Rose, de George Sherman : Padre Dominic
- 1939 : Colorado Sunset de George Sherman : Shérif Glenn
- 1939 : Rovin' Tumbleweeds de George Sherman : Sen. Timothy Nolan
- 1939 : South of the Border de George Sherman : Padre
- 1940 : Convicted Woman (en) de Nick Grinde : Commissionnaire McNeill
- 1940 : Hi-Yo Silver (en) de William Witney et John English : Père McKim
- 1940 : Adventures of Red Ryder de John English et William Witney : Colonel Tom Ryder [Ch. 1]
- 1940 : Kit Carson, de George B. Seitz : Don Miguel Murphy
- 1941 : Cheers for Miss Bishop, de Tay Garnett : Juge Peters
- 1941 : Il était une fois (A Woman's Face), de George Cukor
- 1941 : Gangs of Sonora (en) de John English : Rédacteur en chef Ward Beecham
- 1941 : Le Dernier des Duane (Last of the Duanes) de James Tinling : Texas Ranger Maj. McNeil
- 1941 : Vendetta (The Corsican Brothers) de Gregory Ratoff : Prêtre
- 1942 : Pendu à l'aube (en) (Today I Hang) d' Oliver Drake : Warden Burke
- 1942 : Lone Star Ranger de James Tinling : Maj. McNeil
- 1942 : Les Écumeurs (The Spoilers), de Ray Enright : Wheaton
- 1942 : Régime de terreur (en) (Men of Texas) de Ray Enright : General Sam Houston
- 1942 : La Cicatrice (The Silver Bullet) : Dr. Thad Morgan
- 1942 : Boss of Hangtown Mesa (en) de Joseph H. Lewis : Judge Ezra Binns
- 1942 : Tish de S. Sylvan Simon : John, Sanitarium Gardener
- 1942 : La Cicatrice (The Silver Bullet) de Joseph H. Lewis
- 1942 : Deep in the Heart of Texas (en) d'Elmer Clifton : Colonel Mallory
- 1942 : Far West (American Empire), de William C. McGann : Juge de la Louisiane
- 1942 : Tennessee Johnson, de William Dieterle : Sénateur Huyler
- 1943 : Les Bourreaux meurent aussi (Hangmen Also Die), de Fritz Lang : Viktorin, patriote
- 1943 : Frontier Badmen (en) de Ford Beebe : Dad Courtwright
- 1944 : La Malédiction de la Momie (The Mummy's Curse), de Leslie Goodwins : Michael, le Sacristain
- 1945 : Wildfire (en) de Robert Emmett Tansey : Juge Polson
- 1945 : Le Capitaine Kidd (Captain Kidd), de Rowland V. Lee : Capitaine Rawson
- 1946 : God's Country (en) de Robert Emmett Tansey : Sandy McTavish
- 1946 : Cœur de gosses (Rolling Home) de William Berke : (non crédité)
- 1946 : My Dog Shep de Ford Beebe : Carter J. Latham
- 1947 : Les Exploits de Pearl White (The Perils of Pauline), de George Marshall : Héros d'un décor de saloon de western
- 1949 : Gun Cargo : Président de la commission d'enquête
- 1949 : Daughter of the West (en) de Harold Daniels : Father Vallejo
- 1949 : La Vengeance des Borgia (Bride of Vengeance), de Mitchell Leisen : Comte Peruzzi
- 1949 : Samson et Dalila (Samson and Delilah), de Cecil B. DeMille : Tubal
- 1950 : Trail of Robin Hood (en) de William Witney : Bill Farnum
- 1952 : L'Étoile du destin (Lone Star), de Vincent Sherman : Tom Crockett
- 1952 : La Poule aux œufs d'or (Jack and the Beanstalk) de Jean Yarbrough : The King